# Uraj
Uraj (anche traslitterata come Uray) è una cittadina della Russia siberiana occidentale, situata nel Circondario Autonomo degli Chanty-Mansi; sorge lungo il fiume Konda, 350 km a sudovest di Chanty-Mansijsk.
Fondata nel 1965 come centro petrolifero intorno ad un preesistente impianto di estrazione.

## Società

### Evoluzione demografica
Fonte: mojgorod.ru
- 1959: 900
- 1970: 17.400
- 1989: 37.200
- 2002: 38.872
- 2006: 41.500